# Cop d'estat al Sudan de 2019
Al matí de l'11 d'abril de 2019, el dictador sudanès Omar al-Bashir va ser apartat del poder per les Forces Armades Sudaneses enmig de les protestes en marxa després d'ocupar el càrrec durant gairebé 30 anys.

## Rerefons
Hi havia hagut protestes al Sudan des del 19 de desembre de 2018, quan un seguit de manifestacions es van succeir en diverses ciutats a causa d'un increment dramàtic del cost de vida i la deterioració de l'economia del Sudan. El 19 de gener de 2019, les protestes van canviar el focus d'atenció dels temes econòmics a una crida a la dimissió del que havia estat President del Sudan durant molts anys, Omar al-Bashir.
Al febrer de 2019, Bashir va declarar el primer estat d'emergència en vint anys, enmig de l'escalada dels disturbis.

## Cop d'estat i conseqüències

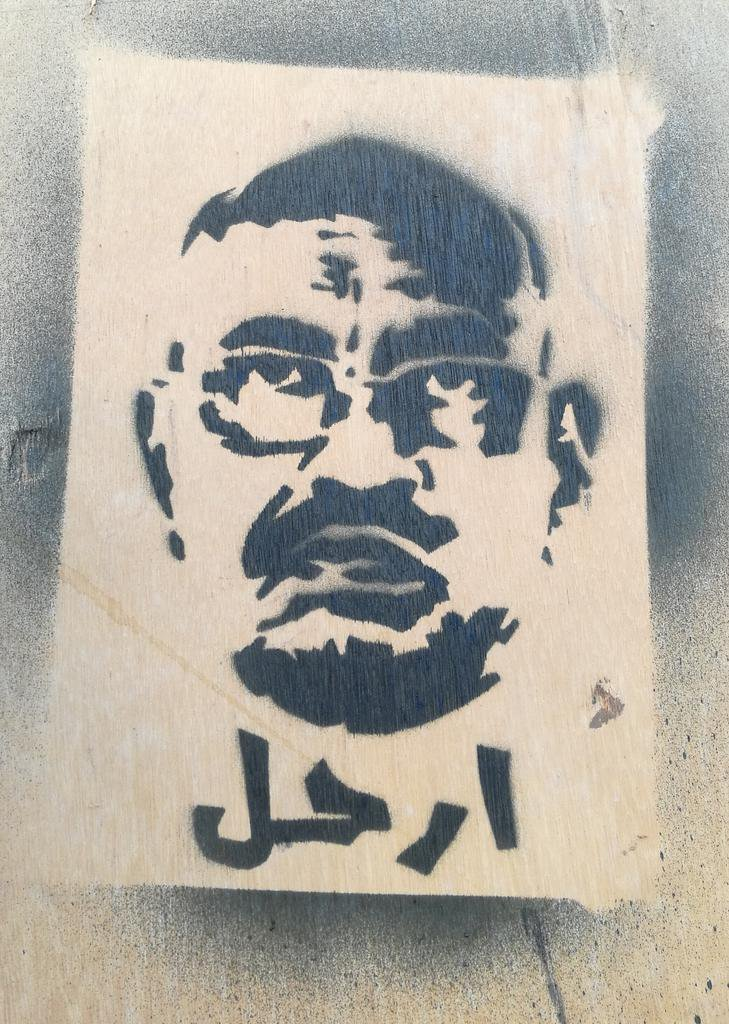
Plantilla revolucionària anti-Omar al-Bashir en un carrer de Khartum.

L'11 d'abril de 2019, els militars sudanesos van derrocar Omar al-Bashir de la seva posició de president del Sudan, van dissoldre el seu gabinet i la branca legislativa del govern del Sudan, i van anunciar un estat d'emergència de fins a tres mesos, que seria seguit per un període de transició de dos anys. El tinent general Ahmed Awad Ibn Auf, que era tant el ministre de defensa del Sudan com el vicepresident del país, es va autoproclamar cap d'estat de facto, va anunciar la suspensió de la Constitució del Sudan, i va imposar un toc de queda de les 22h a les 4h, ordenant de manera efectiva la dissolució de les protestes que hi estava havent en aquells moments. Juntmanet amb la branca legislativa i el govern nacional, els governs estatals i els consells legislatius del Sudan van ser també dissolts.
Mitjans estatals van informar que tots els presos polítics, inclosos els líders de les protestes anti-Bashir, estaven sent alliberats de la presó. El Partit del Congrés Nacional del Sudan d'al-Bashir va repondre anunciant que convocarien una manifestació en defensa del president derrocat. Els soldats també van assaltar les oficines del Moviment Islàmic, la principal ala ideològica del Congrés Nacional, a Khartum.
El 12 d'abril, el govern liderat per militars va acordar escurçar el període del seu mandat a "tan sols un mes" i a transferir el control a un govern civil si les negociacions duien a la formació d'un nou govern. Aquell vespre, Auf va renunciar al càrrec de cap del consell militar i va nomenar el tinent general Abdel Fattah Abdelrahman Burhan, que era inspector general de les forces armades, el seu successor. Això va anar seguit de protestes sobre la decisió de no extradir al-Bashir a la Cort Penal Internacional. La dimissió va ser considerada una victòria pels manifestants, que es mostraven feliços. Es considera que Burhan té un historial més net que la resta dels generals d'al-Bashir i no està en cerca i captura ni té cap implicació amb crims de guerra en cap tribunal internacional. Va ser un dels generals que es van reunir amb els manifestants durant el campament que va durar una setmana a prop de la seu dels militar, trobant-se cara a cara amb ells i escoltant les seves opinions.
Malgrat el toc de queda imposat, les manifestacions van seguir als carrers. El 13 d'abril, Burhan va anunciar en el primer missatge televisat que es retirava el toc de queda i que tots els presos polítics empresonats sota lleis d'emergència ordenades per Bashir serien alliberats. Hores abans, membres del consell militar al poder van emetre un comunicat en la televisió sudanesa que afirmava que Burhan havia acceptat la dimissió del cap d'intel·ligència i seguretat Salah Gosh. Gosh havia supervisat la repressió dels manifestants opositors d'al-Bashir. Després d'aquestes notícies, es va iniciar oficialment el diàleg entre els manifestants i els militars envers una transició cap a un govern civil.
En un comunicat, diversos activistes sudanesos, inclosos els de l'Associació de Professionals Sudanesos i del Partit Comunista del Sudan, van denunciar el consell militar transicional com un govern de "les mateixes cares i entitats contra els quals el nostre gran poble s'ha revoltat". Els activistes van instar que el poder fos entregat a un govern civil. El 12 d'abril, el coronel general Omar Zein al-Abideen, membre del Consell Militar Transicional al poder, va anunciar que el relleu del govern del Sudan als civils es faria en "tan sols un mes si un govern era format" i va oferir començar un diàleg amb els manifestants per començar aquesta transició. El 14 d'abril de 2019, es va anunciar que el consell havia aprovat que els manifestants nomenessin com a Primer Ministre un civil i que els civils dirigissin tots els ministeris del govern excepte el de Defensa i el d'Interior. Al mateix dia, el portaveu del consell militar Shams El Din Kabbashi Shinto va anunciar que Auf havia estat destituït com a Ministre de Defensa i que el tinent general Abu Bakr Mustafa havia estat nomenat successor de Gosh com a cap del Servei d'Intel·ligència i Seguretat Nacional del Sudan (NISS).
El 15 d'abril de 2018, Shams al-Din Kabbashi va anunciar que "el Partit del Congrés Nacional, abans al poder, no participa[ria] en cap govern de transició". Malgrat ser vetat en el govern de transició, al PCN no se li va prohibir participar en futures eleccions. L'activista prominent Mohammed Naji al-Asam va anunciar que s'estava generant més confiança entre els militars i els manifestants després de les reunion i l'alliberament de més presos polítics, malgrat un intent molt mal organitzat de l'exèrcit de dispersar el diàleg. També es va anunciar que el consell militar s'estava reestructurant, començant amb el nomenament del coronel general Hashem Abdel Muttalib Ahmed Babakr com a cap de personal de l'exèrcit i del coronel general Mohamed Othman al-Hussein com a vice-cap.
El 15 d'abril, la Unió Africana va donar al Sudan 15 dies per tenir un govern civil. Si el consell militar al poder no complia amb el termini, el Sudan seria suspès com a membre de la Unió. El 16 d'abril, el consell militar va anunciar que Burhan havia cooperat un altre cop amb les demandes dels manifestants i havia acomiadar tres del fiscals més importants de la nació, inclòs el fiscal en cap Omar Ahmed Mohamed Abdelsalam, el fiscal Amer Ibrahim Majid, i el fiscal adjunt Hesham Othman Ibrahim Saleh. El mateix dia, dues fonts amb coneixement directe van relatar a la CNN que Bashir, el seu antic ministre d'interior Abdelrahim Mohamed Hussein, i Ahmed Haroun, l'antic cap del partit al poder, serien acusats de corrupció i de la mort dels manifestants. El 23 d'abril, la Unió Africana va accedir a posposar la data límit de 15 dies a 3 mesos.
El 24 d'abril, tres membres del consell militar transicional van presentar les seves dimissions. Entre els dimissionaris hi havia el tinent general president del comitè polític Omar Zain al-Abideen, el tinent general Jalal al-Deen al-Sheikh i el tinent general Al-Tayeb Babakr Ali Fadeel. El 27 d'abril, es va arribar a un acord per formar un consell transicional, format per militars i civils, malgrat que els detalls concrets sobre com es compartiria el poder no es van arribar a tancar, ja que tots dos -militars i civils- volient tenir majoria. Els militars van anunciar també la dimissió de tres altres generals del consell militar.

## Destí d'al-Bashir i els seus aliats
Després de ser detingut, al-Bashir va ser inicialment posat sota arrest domiciliari amb extrema vigilància; el seu guardaespatlles va ser destituït. Lt. General Omar Zain al-Abideen, que en aquell moment també ocupava el càrrec de cap del comitè polític del Consell Militar Transicional, va dir que el govern militar no extradiria al-Bashir a La Haia per enfrontar-se a càrrecs davant de la Cort Penal Internacional (ICC en anglès), on al-Bashir és subjecte d'una ordre de detenció en tribunals de crims contra la humanitat i crims de guerra en relació al genocidi de Darfur entre els anys 2003 i 2008. Al-Abideen va dir, tanmateix, que el govern militar intentaria processar al-Bashir al Sudan.
Més de 100 aliats d'al-Bashir, inclòs el primer ministre Mohamed Taher Ayala, el líder del Partit Nacional del Congrés Ahmed Haroun, el membre del Congrés Nacional Awad Al-Jaz, i els antics vicepresidents Bakri Hassan Saleh i Ali Othman Taha també van ser detinguts. L'antic ministre de defensa i governador de l'estat de Khartoum Abdel Rahim Mohammed Hussein, també amb ordre de detenció per l'ICC per crims de guerra i contra la humanitat, va ser igualment detingut. Més gent que havia ocupat algun càrrec en el govern d'al-Bashir van ser detinguts el dia 14 d'abril de 2019. Entre la gent detinguda aquell dia hi havia el cap de la secció política del partit Abdel Rahman al-Khidir, l'antic ministre d'interior Ibrahim Mahmoud Hamad, l'antic ministre de presidència Fadl Abdallah, i el cap de les joventuts del partit Mohamed al-Amin.
El 17 d'abril de 2019, dos oficials de presons, així com membre de la família d'al-Bashir, van confirmar que al-Bashir havia estat transferit del palau presidencial, on es trobava sota arrest domiciliari, a la presó de màxima seguretat Kobar, a Khartum, Segons es va informar, Al-Bashir va ser rodejat per agents de seguretat i va ser mantingut en règim d'aïllament, en la mateixa presó on ell mateix havia retingut presos polítics durant el seu mandat. Això va passar el dia després que el Ministre d'Afers Exterior d'Uganda Henry Oryem Okello considerés oferir a l'expresident del Sudan asil a Uganda. Diversos altres aliats d'al-Bashir es troben retinguts a la presó igualment. Un guàrdia de la presó va confirmar posteriorment el traspàs d'al-Bashir a la presó a Al Jazeera. El portaveu del consell militar Shams Eldin Kabashi va afegir que dos dels germans d'al-Bashir, Abdullah al-Bashir i Alabas al-Bashir, també havien estat detinguts.
Al 20 d'abril, els oficials van descobrir maletes "carregades de diners en metàl·lic" a la casa d'al-Bashir i van afegir que el secretari general del moviment islàmic Al-Zubair Ahmed Hassan i l'antic parlamentari Ahmed Ibrahim al-Taher també es trobaven entre els detinguts. Més tard, es va revelar que les maletes contenien un total d'al voltant de 6.7 milions de dòlars americans. El parlamentari Ibrahim Ahmed Omar i l'ajudant del president Nafie Ali Nafie van ser també posats sota arrest domiciliari.
Al 7 de maig de 2019, 21 antics oficials que havien format part de l'Aliança Democràtica Nacional (NDA) d'al-Bashir a Janob Darfur van ser detinguts en intentar fugir del país. Al 8 de maig, es va conèixer que alguns dels oficials de Janob Darfur que van ser detingudes eren dones.

## Reaccions internacionals

### Organitzacions supranacionals
- Nacions Unides: Les Nacions Unides van emetre un comunicat instant al nou govern a no utilitzar la violència contra els manifestants pacífics.[59]
- Unió Africana: La Unió Africana va condemnar el cop d'estat, dient que el moviment no va ser la resposta adequada als reptes del Sudan i a les aspiracions del poble.[60]
- Unió Europea: La Unió Europea va afirmar que estava fent seguiment de la situació al Sudan i reclamava a totes les parts rebutjar la violència i trobar una forma d'assegurar una transició pacífica.[61]

### Altres països
- Egipte: el govern d'Egipte va expressar el seu suport al poble del Sudan.[62]
- França: el govern francès va dir que estava observant amb atenció el desenvolupament de la situació, fent una crida que la veu del poble sudanès fos escoltada i donant suport al procés de pau.[63]
- Alemanya: el govern alemany va fer una crida a una solució pacífica per tal de superar la crisi.[64]
- Rússia: Molts juristes russos van criticar els organitzadors del cop d'estat.[65]
- Aràbia Saudita: L'Aràbia Saudita va donar la benvinguda als nous desenvolupaments i van prometre ajudes econòmiques.[66]
- Turquia: El president turc Recep Tayyip Erdogan va afirmar que esperava que un "procés normal democràtic" tornés al Sudan.[67]
- Unió dels Emirats Àrabs: van donar la benvinguda a aquests nous desenvolupaments.[66]
- Estats Units: Els Estats Units van fer públic un comunicat donant suport a una transició pacífica a un govern liderat per civils a dos anys vista, emfasitzant la necessitat d'emprendre accions per establir la democràcia.[59]